# Грамс, Олег Михайлович
Олег Михайлович Грамс (род. 20 февраля 1984, Краснодар) — российский гандболист; тренер. Мастер спорта России международного класса.

## Биография
Олег Грамс — воспитанник краснодарского гандбола. В «Чеховских медведях» — с основания клуба, с 2004 года — в основе. Многократный чемпион России.
Участник Олимпиады-2008 в Пекине.
Окончил Российского государственного университета физической культуры, спорта, молодёжи и туризма (РГУФК).
Завершил карьеру в марте 2021 года по личным причинам.

## Достижения
- — Бронзовый призёр чемпионата России — 2003, 2004
- — Чемпион России — 2005, 2006, 2007, 2008, 2009, 2010, 2011, 2012, 2013, 2014, 2015
- — Обладатель Кубка России — 2009, 2010, 2011, 2012, 2013, 2015
- — Обладатель Суперкубка России — 2014, 2015
- — Обладатель Кубка обладателей Кубков — 2006

## Статистика
Статистика Олега Грамса в сезоне 2019/20 указана на 12.11.2019
| Сезон   | Клуб       | Лига           | Матчи | Голы | 7-метр | Голы |
| ------- | ---------- | -------------- | ----- | ---- | ------ | ---- |
| 2017-18 | ГК Дюнкерк | LNH Division 1 | 26    | 0    | 0      | 0    |
| 2018-19 | ГК Дюнкерк | LNH Division 1 | 25    | 0    | 0      | 0    |
| 2019-20 | ГК Дюнкерк | LNH Division 1 | 8     | 0    | 0      | 0    |